# Oostmolen (Gorinchem)
De Oostmolen is een wipmolen in de gemeente Gorinchem, in de Nederlandse provincie Zuid-Holland. De Oostmolen werd gebouwd in 1817, nadat de voorganger van de molen op 13 december 1813 door Franse troepen tijdens het beleg van Gorinchem werd verwoest. De molen bemaalde samen met zijn in 1814 gebouwde buurmolen, de Westmolen, de polder De Banne van Gorinchem & Kwakernaat. De twee molens hebben deze functie niet meer en zijn momenteel maalvaardig in circuit. In 1973 heeft de gemeente Gorinchem de molens gekocht om ze in 1981/82 te restaureren. De Oostmolen wordt bewoond.